# Ichneumon audax
Ichneumon audax là một loài tò vò trong họ Ichneumonidae.